# フランドル・フランセーズ
フランドル・フランセーズ（フランス語: La Flandre française; オランダ語: Frans-Vlaanderen）は、フランドル地方のうち現在はフランスに属する地域における歴史的な地理概念。この地域は現在では、ベルギー国境地域のリール郡、ドゥエー郡およびダンケルク郡といった郡を構成しており、またカンブレジ（旧カンブレー大司教領）および旧エノー伯領とともにノール県を構成している。 

## 地誌
北部に北海を臨む、大部分は低湿地帯であり、大きく以下の2地域に分類される。
1. ウェストフーク（フランス語版）地域：北西部のレイエ川と北海の間の地域、大まかにはダンケルク郡（フランス語版）。
2. フランドル・リロワーズ（仏: La Flandre Lilloise; 蘭: Rijsels-Vlaanderen）：南東部のレイエ川南部地域、歴史的には、フランドル・ワロンヌ（フランス語版）と呼ばれた地域であり、大まかにはリール郡（フランス語版）およびドゥエー郡（フランス語版）。

## 歴史
フランク王国の拠点であり、メロヴィング朝初代クローヴィス1世は、隣接するワロン地域トゥルネーの出身である。下って、現在のベルギーである南ネーデルラントの一部だったフランドル伯領（ジャン1世 以降ブルゴーニュ公が兼ねる）となり、イングランドやスペインが支配することもあったが、ルイ14世在世中の1659年フランス・スペイン戦争（西仏戦争。1635年 - 1659年）の終戦条約であるピレネー条約により分離され、フランス王国の領土となった。これらの大部分は、現在ノール県下にあるが、1237年に分離した旧アルトワ伯領にあたる西部の一部地域はパ＝ド＝カレー県に属している。
第二次世界大戦中、この地域はベルギーに進駐するドイツ軍の最初の攻撃を受け、ベルギー＝北フランス占領域における占領地担当国家弁務官（総督）の支配下に置かれた。帝国大管区への再編成が計画されていたが、連合軍の進駐によりこれは頓挫した。
石炭に富み、北海に面していることから、中世から第二次世界大戦にかけ争奪が繰り返された地域である。

## 言語
ウェストフーク地域で使用されるのは、西フラマン語として知られるオランダ語に極近い低地フランク語である。特に、この地域で使用されるものをフランス・フラマン語（西フラマン語#沿岸西フラマン語の分類）と呼称し、約20.000人が日常的に使用し、約40,000人が頻用している。一方、フランドル・リロワーズでは、ピカルディ語が日常的に用いられている。